# Persès (fils d'Hélios)
Pour les articles homonymes, voir Persès.
Dans la mythologie grecque, Persès, fils d'Hélios (le Soleil) et de l'Océanide Persé, était roi de Tauride. Il était en guerre avec son frère, Éétès, roi de Colchide, qu'il finit par détrôner après le départ des Argonautes. Mais Médée, la fille d'Éétes, qui avait suivi Jason, revenant plus tard dans son pays, tua Persès et rétablit son père sur le trône.
Il est parfois considéré comme le père d'Hécate (plutôt que son homonyme, le Titan Persès).